# Paltin
Paltin è un comune della Romania di 2 242 abitanti, ubicato nel distretto di Vrancea, nella regione storica della Moldavia. 
Il comune è formato dall'unione di 5 villaggi: Ghebari, Paltin, Prahuda, Țepa, Vâlcani.
Nel 2004 si sono staccati da Paltin i villaggi di Carşocheşti-Corăbiţa, Morăreşti, Păvălari, Spulber, Tojanii de Jos, Tojanii de Sus e Ţipău, andati a formare il comune di Spulber.